# بني حسان (لمحرة)
بني حسان هي إحدى مشيخات المملكة المغربية، تتبع جغرافيا لإقليم الرحامنة وإداريًا للمحرة. يقدر عدد سكانها بـ 20476 نسمة حسب الإحصاء الرسمي للسكان والسكنى لسنة 2004.